# Seán Patrick O'Malley
Seán Patrick O'Malley, OFMCap, (Lakewood, Ohio, 29 juni 1944) is een Amerikaanse geestelijke en kardinaal van de Rooms-Katholieke Kerk.
Na de High School trad O'Malley toe tot de orde van de Kapucijnen. Hij studeerde vervolgens theologie en werd in 1970 tot priester gewijd. In 1984 volgde zijn wijding tot bisschop-coadjutor van Saint Thomas op de Amerikaanse Maagdeneilanden, in 1985 gevolgd door zijn benoeming tot bisschop aldaar. In 1993 werd hij bisschop van Fall River en in 2002 van Palm Beach.
Op die laatste post bleef O'Malley niet lang. De aartsbisschop van Boston, Bernard Francis Law, moest vanwege het pedofilie-schandaal terugtreden en paus Johannes Paulus II benoemde O'Malley in 2003 tot zijn opvolger. O'Malley moest orde op zaken stellen en om de schadevergoedingen te kunnen betalen, die opliepen tot een bedrag van 75 miljoen euro, verkocht hij onder andere het bisschoppelijk paleis van Boston.
Tijdens het consistorie van 24 maart 2006 werd O'Malley kardinaal gecreëerd. Hij kreeg de Santa Maria della Vittoria als titelkerk. O'Malley is de enige kapucijn in het college van kardinalen. Kenmerkend voor hem is dat hij zelden in het kardinale rood gekleed gaat maar altijd in het bruine habijt, dat de vaste kleding voor zijn orde is. Het enige uiterlijke kenmerk van de waardigheid van kardinaal dat hij zichtbaar draagt is de rode solideo. Tevens was O'Malley de eerste kardinaal die een eigen blog had en deze zeer secuur onderhoudt.
Daags na de Amerikaanse presidentsverkiezingen in 2008, bekritiseerde O'Malley Barack Obama's standpunten inzake geboorteregeling. Ook gaf hij te kennen Obama's standpunt inzake abortus deplorabel te vinden.
Op 13 april 2013 werd O'Malley door paus Franciscus benoemd tot lid van de Raad van Kardinalen. Op 10 september 2014 werd hij tevens benoemd tot voorzitter van de Pauselijke Commissie voor de Bescherming van Minderjarigen.
Op 29 juni 2024 verloor O'Malley - in verband met het bereiken van de 80-jarige leeftijd - het recht om deel te nemen aan een toekomstig conclaaf. Hij ging op 5 augustus 2024 met emeritaat als aartsbisschop van Boston. Dit ontslag werd door paus Franciscus op deze dag aanvaard; met gelijktijdige benoeming van Richard Garth Henning, bisschop van Providence (Rhode Island) als opvolger van O'Malley. Op 5 juli 2025 trad O'Malley af als voorzitter van de Pauselijke Commissie voor de Bescherming van Minderjarigen.

## Lidmaatschappen van dicasterieën
Kardinaal O'Malley is lid van de volgende dicasterieën van de Romeinse Curie:
- dicasterie voor de Clerus;
- dicasterie voor Instituten van Gewijd Leven en voor Gemeenschappen van Apostolisch Leven;
- dicasterie voor de Geloofsleer[4].

- Gemeinsame Normdatei: 1116251671
- International Standard Name Identifier: 0000 0000 6983 2770
- Library of Congress Control Number: no2008037376
- Istituto Centrale per il Catalogo Unico: LIGV061613
- Système universitaire de documentation: 19227872X
- Virtual International Authority File: 100155868
- WorldCat: E39PBJv4jDKxwfJYDHQrRFgkDq